# 魏中立
魏中立（？—1352年），字伯时，济南（今山东济南）人，元朝大臣，元顺帝时中书参知政事。
魏中立由国子伴读官至陕西行台御史中丞。元顺帝至正六年（1346年），担任中书省参知政事。至正七年（1347年），他推荐参议中书省事韩镛。后来出任守饶州，当时徐寿辉起义攻陷湖广行省，分兵攻打江西州县，元军多次战败。他组织当地地主武装，分守险要，兵败后被起义军所擒杀。

## 延伸阅读
[在维基数据编辑]
 《元史/卷195》，出自宋濂《元史》
 《新元史/卷231》，出自柯劭忞《新元史》